# Mettglocke

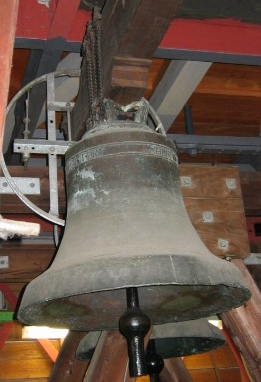
Mettglocke – Glocke 10

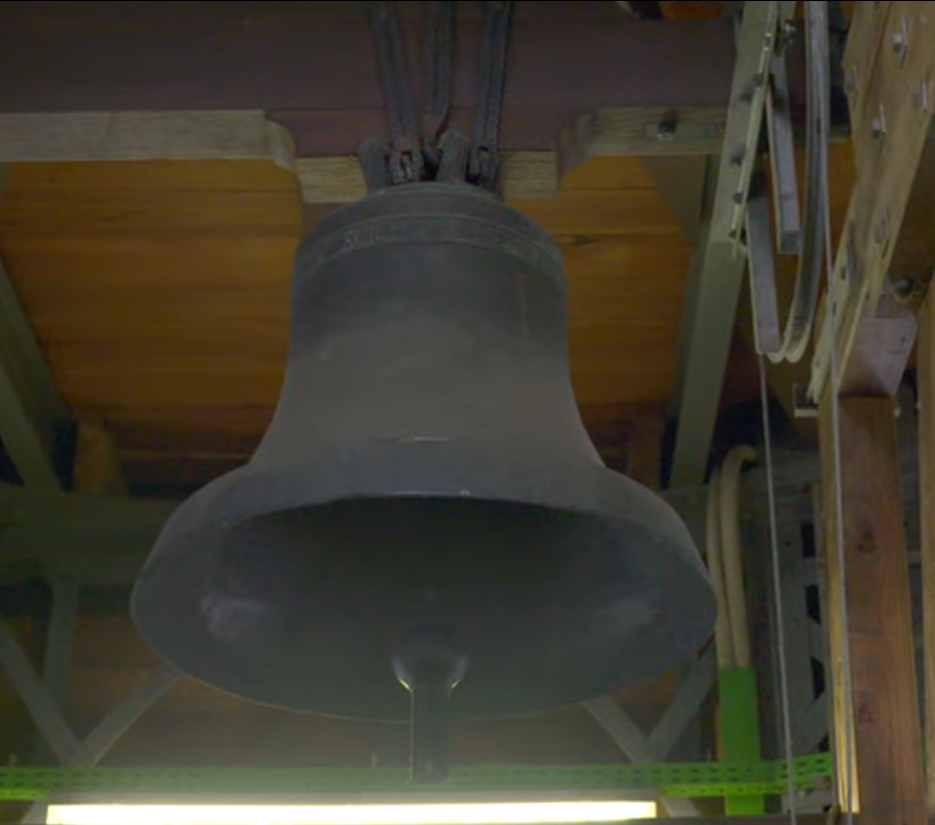
Mettglocke Kölner Dom

Die Mettglocke (früher Capitelsglocke genannt) ist die Glocke 10 im Kölner Domgeläut. Sie wurde 1719 von Antonius Cobelenz in Köln gegossen und ist im Glockenstuhl des Vierungsturms aufgehängt.

## Geschichte und Bedeutung
Mit der Mettglocke, die ursprünglich in der Glockenstube des Südturmes hing und im 19. Jahrhundert für die Werktagsgottesdienste des Domkapitels genutzt wurde, rief der Domglöckner früher die Läutemannschaften für die Großglocken im Südturm des Domes zusammen. Daraus erklärt sich das für die Barockzeit ungewöhnliche Fehlen jeden sakralen Schmuckes. Später wurde sie zu den beiden vorhandenen Glocken (Angelusglocke und Wandlungsglocke) in den Dachreiter übertragen, da sie nicht ins Hauptgeläut passt. Die Mettglocke ist zwar tontiefer als die Wandlungsglocke, wiegt aber deutlich weniger als diese. Begründbar ist dies durch die unterschiedlichen Rippenkonstruktionen leicht vs. überschwer.

## Daten

### Musikalisches
Alle Tonangaben in 16teln. V = Vertreter.
| Nominal (Schlagton) | Unterton | Prim-V | Terz  | Abklingdauer (Unterton) | Abkling- verlauf |
| h1 +7               | d1 +14   | g1 +4  | d2 +2 | 54 Sekunden             | unruhig          |

### Technisches
| Gewicht | unterer Durchmesser | Schlagringstärke (durch Abnutzung) | Rippenkonstruktion | Aufhängung |
| ------- | ------------------- | ---------------------------------- | ------------------ | ---------- |
| 280 kg  | 788 mm              | 62 (60) mm                         | leicht             | Holzjoch   |

## Inschrift
HERR WILHELM HENRICH GOHR
THUMBRHENT – MEISTER [= Domrendant].
ANTONIUS COBELENZ ME FECIT
COLONIAE ANNO 1719

## Läuteordnung
Die Mettglocke wird an Werktagen um 17:45 Uhr zur Abendandacht geläutet. An Festtagen, die auf einen Werktag fallen, läutet sie zusätzlich zur Frühmesse und gemeinsam mit der Wandlungsglocke. 